# Hans Ruesch

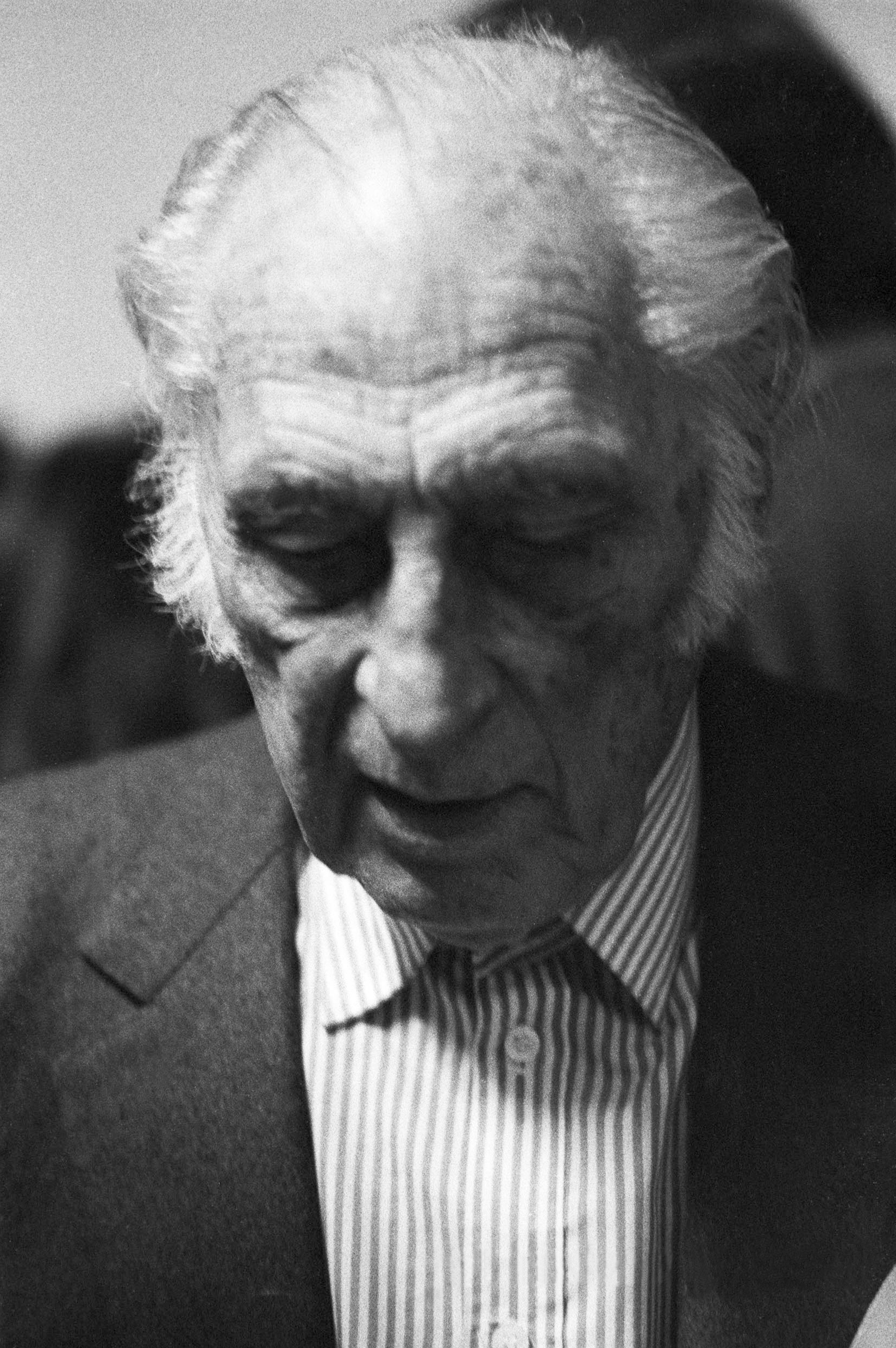
Hans Ruesch, 1993

Hans Ruesch (* 17. Mai 1913 in Neapel, Italien; † 27. August 2007 in Massagno bei Lugano, Schweiz) war ein Schweizer Rennfahrer, Publizist und Schriftsteller.

## Leben

### Rennfahrer
Hans Ruesch, Sohn des deutschsprachigen Schweizer Industriellen, Archäologen, Philosophen Arnold Ruesch und der italienischsprachigen Schweizerin Ginevra Ruesch, wuchs in Neapel auf, wo sein Vater eine Textilfabrik besaß. Im Alter von 12 Jahren besuchte er ein Schweizer Internat. An der Universität Zürich begann er ein Jura-Studium, zuerst in Französisch, dann in Deutsch, entschied sich aber schließlich für eine journalistische Laufbahn. Schon als Jugendlicher war er so sehr vom Motorsport fasziniert, dass er sich von dem Geld, das er mit seinen ersten Reportagen verdiente, einen Sportwagen kaufte, um aktiv seiner großen Leidenschaft nachgehen zu können.
Als 19-Jähriger gewann Ruesch 1932 am Klausenrennen auf einem MG Montlhéry Midget in der Kategorie der kleinsten Sportwagen. Im gleichen Jahr belegte er auf einem Alfa Romeo den 3. Platz beim Brno Grand Prix auf dem Masaryk-Ring in der Tschechoslowakei. 1934 entschied er auf einem Maserati 8CM zwei der damals populären Eisrennen auf dem Titisee und dem Eibsee für sich. Ein Jahr später beendete er die Mille Miglia auf Rang vier. Mit seinem Co-Fahrer Richard „Dick“ Seaman gewann Ruesch auf 1936 den Großen Preis von Donington im Alter von 23 Jahren. 1937 gewann er drei Grand-Prix-Rennen: den Großen Preis von Finnland, den Großen Preis von Bukarest und Grand Prix des Frontières. Wie schon in Donington fuhr Ruesch auch hier einen Alfa Romeo 8C-35. Im gleichen Jahr siegte er beim Mountain Championship im britischen Brooklands und stellte zwei Weltrekorde auf, darunter den „Standing-start“-Geschwindigkeitsrekord im Autodrome de Linas-Montlhéry mit einer Durchschnittsgeschwindigkeit von 88,33 Meilen pro Stunde, der bis dahin von John R. Cobb gehalten wurde. Nach einem Training von nur drei Monaten nahm er im gleichen Jahr für die Schweiz auch an der großen St. Moritzer Weltkonkurrenz im Bob teil.
Zwischen 1932 und 1937 vertrat Hans Ruesch die Schweiz bei ca. 100 internationalen Autorennen, von denen er 26 gewann, darunter 13 Bergrennen. Dabei maß er sich mit Fahrern wie Rudolf Caracciola, Bernd Rosemeyer, Manfred von Brauchitsch, Hans Stuck, Hermann Lang, Giuseppe Farina, Achille Varzi oder Tazio Nuvolari, der auch als „Fliegender Mantuaner“ bekannt war.
Als Hans Ruesch nach seiner Rückkehr aus den USA, in die er während des Zweiten Weltkriegs zwischenzeitlich emigriert war, wieder in den europäischen Motorsport einstieg, passierte ein tragisches Unglück, das zugleich das Ende seiner Rennfahrer-Karriere markierte. Im August 1953 wurde er beim Rennen von Senigallia in Italien mit seinem Ferrari 340MM in einen Auffahrunfall verwickelt, der sich wegen einer Öllache auf der Strecke ereignet hatte. Ein Polizist starb. Drei Zuschauer wurden verletzt.

### Schriftsteller
Die Arbeit an seinem ersten Roman begann Hans Ruesch noch während seiner aktiven Zeit als Rennfahrer: Dabei nutzte er auch die Wartezeiten in den Boxen zum Schreiben. Das Buch, das sich an Rudolf Caracciola orientierte, dem erfolgreichsten deutschen Automobilrennfahrer der Vorkriegszeit, wurde 1937 in der Schweiz unter dem Titel Gladiatoren verlegt. 1939, mit dem Ausbruch des Zweiten Weltkrieges, verlegte Hans Ruesch seinen Wohnsitz nach Paris. Von dort flüchtete er 1940 – kurz bevor die Wehrmacht einmarschierte – nach Spanien. In Madrid kam er in Haft, konnte aber dank der Unterstützung einer Freundin über Lissabon nach New York flüchten, wo er Kurse für Kreatives Schreiben belegte. 1942 veröffentlichte das Frauenmagazin Redbook seine erste auf Englisch verfasste Kurzgeschichte. Innerhalb weniger Monate machte sich Hans Ruesch mit seinen Storys, die in anglo-amerikanischen Zeitschriften wie Esquire, The Saturday Evening Post und Collier’s Weekly veröffentlicht wurden, einen Namen als spannungsreicher, wirklichkeitsnaher Erzähler. Daneben schrieb er in deutscher, französischer und italienischer Sprache für weitere bekannte Magazine verschiedener Länder.
1946 kehrte er in seine Geburtsstadt Neapel zurück, wo ein Teil seiner Familie lebte. 1949 heiratete er Maria Luisa de la Feld († 2006). Aus der Ehe gingen drei Kinder (die mit James Mellon verheiratete Vivian Ruesch Mellon, Hans jr. Ruesch und Peter Ruesch) und fünf Enkelkinder hervor (Diana Mellon, Angela Mellon, Sarah Mellon, Jessica Ruesch und Gina Ruesch). In den frühen 1970er-Jahren trennte sich das Paar.
Zum US-amerikanischen „Bestseller des Jahres“ wurde sein 1950 in New York veröffentlichter Eskimo-Roman Top of the World. Das Buch, von dem sich 3 Millionen Exemplare verkauften, wurde in fast alle Kultursprachen übersetzt. Es machte Hans Ruesch zum erfolgreichsten Schweizer Schriftsteller seiner Zeit. Die Weltwoche (Zürich) hob die „dokumentarische Wucht“ der Sprache hervor und zog einen Vergleich zu Hemingway. Der Schriftsteller Thomas Mann rühmte es als „ein besonders packendes Werk, das dem Leser Einblick in eine völlig neue Welt eröffnet“.
Anfang der 1950er-Jahre war Ian Ballantine, ein amerikanischer Publizist, auf der Suche nach dem besten Rennfahrer-Roman in Europa. Seine Agenten fanden aber keinen einzigen – bis auf Gladiatoren von Hans Ruesch. Dieser bot Ballantine seine Story zum Kauf an, aber nur unter der Bedingung, dass er als Autor auch die Übersetzung ins Englische übernimmt. Bei der Gelegenheit schrieb Ruesch sein Erstlingswerk um. Die Neufassung des Romans erschien 1953 in den USA unter dem Titel The Racer. 1955 wurde The Racer von Arno Schmidt wieder ins Deutsche übersetzt. Noch im gleichen Jahr kam eine Filmversion mit Kirk Douglas (Regie: Henry Hathaway) mit dem Titel The Racers (deutscher Verleihtitel: Der Favorit) in die Kinos.
1959 verfilmte Nicholas Ray den Bestseller Top of the World unter dem Titel The Savage Innocents (deutscher Verleihtitel: Im Land der langen Schatten). Hauptdarsteller waren Peter O’Toole und Anthony Quinn. Der Film, an dessen Drehbuch Hans Ruesch ebenfalls mitschrieb, war 1960 bei den Internationalen Filmfestspielen von Cannes für die Goldene Palme nominiert.
52 Jahre später diente ein drittes von Rueschs Büchern als Vorlage für einen Spielfilm mit internationaler Starbesetzung: Im Winter/Frühjahr 2012 startete das 130-minütige Epos Black Gold weltweit den Kinos. Es basiert auf dem Roman The Great Thirst (1957), in dem Ruesch die Zeitenwende im Mittleren Osten beschreibt, die zu Beginn des 20. Jahrhunderts mit der Entdeckung großer Erdölvorkommen über die Region hereinbrach. Jean-Jacques Annaud, der Regisseur von Black Gold, sagte 2012 im Interview, dass Hans Ruesch „in den 50ern fast schon visionäre Weitsicht bei der Schilderung dieses Kampfes zwischen Tradition und Moderne in der arabischen Welt bewiesen hat und den Zusammenbruch der alten Gesellschaftsordnungen vorwegnahm“. Noch während der Arbeit am Drehbuch, so Annaud, hatte man keine Vorstellung davon, dass kurze Zeit später die gesamte Region vom Arabischen Frühling erfasst werden würde. „Die Revolution rollte so schnell über uns herein, dass niemand am Set – vom Koch bis zum Kameltreiber – am Anfang realisierte, was da eigentlich geschehen war.“

### Tierversuchsgegner
In den 1960er-Jahren befasste sich Hans Ruesch u. a. mit zoologischen und soziologischen Studien und edierte eine medizinische Bücherreihe für einen italienischen Verlag. Dabei wurde er erstmals auf Tierversuche aufmerksam, gegen die er sich ab den frühen 1970er-Jahren intensiv engagierte. Schätzungen bzw. amtliche Zählungen (England) gehen davon aus, dass damals jährlich zwischen 10 und 14 Millionen Tiere in Deutschland, 5.607.400 in England (1971) und ca. 42.625.000 (einschließlich 57.000 Primaten) in den USA (1971) in Forschungslaboren geopfert wurden. 1974 gründete Ruesch im schweizerischen Klosters ein Informationszentrum für Vivisektion namens CIVIS (lateinisch: „Bürger“).

#### „Nackte Herrscherin“
Fünf Jahre arbeitete Hans Ruesch an einer umfassenden, kritischen Darstellung der tierexperimentellen Forschung und ihrer Geschichte. Die Grundlagen für dieses Werk, in dem Ruesch die wissenschaftliche Methode Tierversuch aus medizinischer, soziologischer und philosophischer Perspektive beleuchtete, bildeten Presseartikel, medizinische Fachzeitschriften (z. B. The Lancet oder British Medical Journal) und Lehrbücher (z. B. Experimental Surgery oder Methods in Animal Experimentation) sowie Biografien und medizinhistorische Werke (z. B. Anfänge der Medizin von Henry Ernest Sigerist oder Clinical Medical Discoveries von Maurice Beddow Bayly). Dabei spannte Ruesch einen Bogen über Forscher wie Christiaan Barnard, Harry Harlow, Hans Selye, Lawson Tait, Claude Bernard, Peter Wilhelm Lund, François Magendie, Charles Bell und William Harvey bis weit zurück in die Vergangenheit zu Andreas Vesalius und Galen. Bei den Recherchen in englischen, italienischen, französischen und deutschen Quellen konnte Ruesch von seiner Vielsprachigkeit profitieren. Einen Schwerpunkt legte er bei seiner Arbeit darauf, aus den eigenen Publikationen der Tierexperimentatoren zu zitieren, um auf die Verrohung aufmerksam zu machen, die nach seiner Auffassung „in die gegenwärtige medizinische Wissenschaft mit ihrem mechanistischen Gesundheitsbegriff“ Einzug gehalten hat und „mit Hilfe der Massenmedien als Zeichen der Intelligenz und Philanthropie schweigend hingenommen“ wird.
Hans Rueschs Manifest gegen Tierversuche wurde erstmals im Januar 1976 in Italien unter dem Titel Imperatrice Nuda veröffentlicht. Das Buch schwamm gegen die Strömung der Zeit: In Deutschland und den USA hatten zahlreiche Verlage eine Veröffentlichung abgelehnt – unter anderen der Econ Verlag mit der Begründung, es ist „nicht unsere Aufgabe, extreme und gefährliche Meinungen zu verbreiten“. Selbst Verlagshäuser, die zuvor Romane von Ruesch publiziert hatten, zeigten kein Interesse: So waren Rowohlt und Bertelsmann nicht bereit, das Manuskript zu prüfen, das Ruesch ihnen angeboten hatte. 1978 erschien die Imperatrice Nuda schließlich in den USA (Slaughter of the Innocent), wobei Hans Ruesch die Übersetzung selbst übernommen hatte. Eine Übersetzung aus dem Englischen ins Deutsche durch Ursula von Wiese und wiederum Ruesch selbst, erschien 1978 unter dem Titel Nackte Herrscherin. Entkleidung der medizinischen Wissenschaft.
Da in den 1970er-Jahren Initiativen zugunsten der Interessen von Nutztieren kaum öffentliche Resonanz fanden, ´Tierversuche von einem Großteil der Bevölkerung befürwortet wurde und Ruesch die etablierte Wissenschaft angegriffen hatte, wurde sein „Vivisektionsschocker“ nach dem Erscheinen zum Teil heftig kritisiert.
Fast zur gleichen Zeit gab es in Deutschland weitere Veröffentlichungen, die zusammen mit Rueschs Streitschrift die Basis für eine emotionale, heftige Debatte über das Für und Wider von Tierversuchen legten, wie sie in Deutschland 100 Jahre zuvor – ca. von 1877 bis 1885 – schon einmal geführt wurde. Hierzu gehörten die Bücher des Ärzte-Ehepaars Margot und Herbert Stiller (1977, 1979) und ein Aufsatz des Philosophen Robert Spaemann (1979). Sowie die dreiteilige Fernsehdokumentation Die Stellvertreter – Tiere in der Pharmaforschung (1978) von Horst Stern, dessen Absicht, die Diskussion zu versachlichen, sich durch die gezeigten Bilder ins Gegenteil verkehrte. Wachsende öffentliche Proteste (die in Titelgeschichten auflagenstarker Zeitschriften wie stern und Der Spiegel Berücksichtigung fanden) und das Wiederaufflackern der Anti-Tierversuchsbewegung Ende der 1970er-Jahre waren die Folge. Ab 1981 kam es zu einem signifikanten Anstieg von Tierbefreiungen aus wissenschaftlichen Einrichtungen durch autonome Tierschützer.

„Wenn man alte Zeitungen durchliest, sieht man, dass in regelmäßigen Abständen die endgültige Lösung der verschiedenen Beängstigungen, die wie ein Alb auf den Menschen lasten, greifbar nahe liegt; gewöhnlich beginnt die erfreuliche Nachricht mit den Worten: „Tierversuche haben gezeigt, dass . . .“ Ankündigungen von Wunderkuren, die sich am Horizont abzeichnen, sind das Manna der Experimentatoren, auch wenn sich diese Wunderkuren niemals verwirklichen – die verschiedenen Krebsheilmöglichkeiten bilden das beste Beispiel – oder gar Verheerungen anrichten.“

1980 beteiligten sich Hans Ruesch, Max Thürkauf und weitere Schweizer Persönlichkeiten an einer von Franz Weber initiierten eidgenössischen Volksinitiative für die Abschaffung der Vivisektion. Auf einer Pressekonferenz kündigten Weber und Ruesch den 17. Juni 1980 als Starttermin einer landesweiten Unterschriftensammlung an.
1981 erschien eine französische Ausgabe der Imperatrice Nuda unter dem Titel Ces bêtes qu‘on torture inutilement (Übersetzung: Hans Ruesch). 1984 kam in Deutschland eine Sonderausgabe von Nackte Herrscherin heraus, die ein Geleitwort von Barbara Rütting und die Erzählung Nachruhm von Manfred Kyber enthält. Ein Teil der Verlagserlöse wurde zur Unterstützung der Organisationen Bürger gegen Tierversuche (Hamburg) und Initiative gegen Tierversuche (Kirchheim bei München) verwendet.
1979 und 1984 begleitete Hans Ruesch, der mittlerweile eine Symbolfigur der internationalen Anti-Tierversuchsbewegung geworden war, die Großdemonstrationen zu den Universitäten von Oxford, Cambridge und Los Angeles, wo er als Sprecher auftrat. Die International League of Doctors Against Vivisection (ILDAV) ernannte ihn zu ihrem Honorarpräsidenten. Als Patron unterstützte er außerdem die Aktivitäten der 1978 von Bette Overell gegründeten New Zealand Anti-Vivisection Society Incorporated (NZAVS).
Heute zählt Nackte Herrscherin neben Victims of Science (Richard Ryder), Die Vivisektion (Gennaro Ciaburri) und Die Folterkammern der Wissenschaft (Ernst von Weber) zu den bekanntesten Werken der tierversuchskritischen Literatur. Der italienische Mikrobiologe Pietro Croce gab Nackte Herrscherin als entscheidenden Anstoß dafür an, dass er seine tierexperimentelle Tätigkeit aufgab.
Ende August 2007 starb Hans Ruesch im Alter von 94 Jahren in Massagno nahe Lugano an Krebs. Er war der letzte noch lebende Gewinner eines Grand Prix der goldenen Zwischenkriegs-Ära des Autorennsports. In seinem Heimatland Schweiz blieb Hans Ruesch eher unbekannt.

## Werke

### Romane
- Gladiatoren. Hallwag, Bern 1937.
- Top of the World. Harper, 1950, ISBN 99975-5602-X.
  - deutsche Ausgabe: Im Land der langen Schatten. Rowohlt Verlag, Reinbek 1953.
- The Racer. Ballantine Books, 1953.
  - deutsche Ausgabe: Rennfahrer. Übersetzung von Arno Schmidt. Rowohlt, Reinbek 1955.
- Die Sonne in den Augen. Ein Schelmenroman. Steinberg Verlag, Zürich 1955.
- The Great Thirst. Hutchinson, London 1957.
  - deutsche Ausgabe: Der schwarze Durst. Ullstein, Berlin 1959.
- The Stealers. 1962.
  - deutsche Ausgabe: Die kleinen Diebe. Diana Verlag, Zürich 1964.
- Die Rivalen. Diana Verlag, Zürich 1965.
- Make a Fortune. 1967.
- Back to the Top of the World. 1973, ISBN 0-450-02108-4.
  - deutsche Ausgabe: Iglus in der Nacht. Rowohlt, Reinbek 1974.

### Sachbücher
- Slaughter of the Innocent. Bantam Books, New York 1978, ISBN 0-553-11151-5.
  - deutsche Ausgabe: Nackte Herrscherin. Entkleidung der medizinischen Wissenschaft. Edition Hirthammer Tier- und Naturschutz, München 1978, ISBN 3-921288-44-4.
    - deutsche Sonderausgabe mit dem Untertitel Das Manifest gegen Tierversuche. Nymphenburger, München 1984, ISBN 3-485-00481-2.
- Die Fälscher der Wissenschaft. Technischer Rapport. Hirthammer Verlag, München 1979, ISBN 3-921288-53-3.
- Naked Empress. Or the Great Medical Fraud. Civis, 1982, ISBN 0-686-40233-2.
  - deutsche Ausgabe: Die Pharma-Story. Der große Schwindel. Hirthammer, München 1985, ISBN 3-88721-027-1.
- 1000 Ärzte gegen Tierversuche. Mit einer Einleitung von Hans Ruesch und einem Faksimile des Buches 1000 Ärzte gegen die Vivisektion (1935) von Ludwig Fliegel. Civis, Klosters 1986, ISBN 3-905280-03-7.
- 1000 Ärzte gegen die Vivisektion. Neuauflage des Werks von Ludwig Fliegel aus dem Jahr 1935, Civis, Klosters 1986.

## Verfilmungen
- 1954: The Racers (deutscher Verleihtitel: Der Favorit) – Regie: Henry Hathaway (USA), mit Kirk Douglas, Lee J. Cobb und Cesar Romero.
- 1960: Im Land der langen Schatten (Ombre bianche)
- 2011: Black Gold – Regie: Jean-Jacques Annaud (Katar/Frankreich), mit Antonio Banderas und Freida Pinto.